# Omar Bundy
Pour les articles homonymes, voir Bundy.
Omar Bundy, né le 17 juin 1861 à New Castle dans l'Indiana et mort le 20 janvier 1940 à Washington, est un militaire américain.
Il a combattu en France lors de la Première Guerre mondiale avec le corps expéditionnaire américain.
Après avoir étudié à West Point, il a servi lors des guerres indiennes, de la guerre hispano-américaine et surtout lors de la bataille d'El Caney à l'issue de laquelle il reçut une silver star. Il a également participé à la guerre américano-philippine et à l'expédition punitive contre Pancho Villa

## Hommage
L'USS General Omar Bundy est nommé en son honneur.